# Руанда на летних Олимпийских играх 1984
Руанда принимала участие в Летних Олимпийских играх 1984 года в Лос-Анджелесе (США) в первый раз за свою историю, но не завоевала ни одной медали. Сборную страны представляли 2 мужчин и 1 женщина.

## Результаты соревнований

### Лёгкая атлетика
Мужчины
| Дисциплина | Спортсмены          | Предварительный раунд | Предварительный раунд | Четвертьфиналы       | Четвертьфиналы       | Полуфиналы           | Полуфиналы           | Финал                | Финал                |
| Дисциплина | Спортсмены          | Результат             | Место                 | Результат            | Место                | Результат            | Место                | Результат            | Место                |
| ---------- | ------------------- | --------------------- | --------------------- | -------------------- | -------------------- | -------------------- | -------------------- | -------------------- | -------------------- |
| 400 м      | Фаустин Бутера      | 51.41                 | 74                    | Завершил выступление | Завершил выступление | Завершил выступление | Завершил выступление | Завершил выступление | Завершил выступление |
| 800 м      | Жан-Мари Рудасингва | 1:53.23               | 52                    | Завершил выступление | Завершил выступление | Завершил выступление | Завершил выступление | Завершил выступление | Завершил выступление |
| 1500 м     | Жан-Мари Рудасингва | 3:57.62               | 52                    |                      |                      | Завершил выступление | Завершил выступление | Завершил выступление | Завершил выступление |
| 400 м с/б  | Фаустин Бутера      | 54.36                 | 41                    |                      |                      | Завершил выступление | Завершил выступление | Завершил выступление | Завершил выступление |

#### Женщины
| Дисциплина | Спортсменка           | Предварительный раунд | Предварительный раунд | Полуфиналы | Полуфиналы | Финал                 | Финал                 |
| Дисциплина | Спортсменка           | Результат             | Место                 | Результат  | Место      | Результат             | Место                 |
| ---------- | --------------------- | --------------------- | --------------------- | ---------- | ---------- | --------------------- | --------------------- |
| 1500 м     | Марсианна Мукамурензи | 4:31.56               | 20                    |            |            | Завершила выступление | Завершила выступление |
| 3000 м     | Марсианна Мукамурензи | 9:27.08               | 23                    |            |            | Завершила выступление | Завершила выступление |